# Jinshantun
Der Stadtbezirk Jinshantun (chinesisch 金山屯区, Pinyin Jīnshāntún Qū) der bezirksfreien Stadt Yichun in der chinesischen Provinz Heilongjiang im Nordosten der Volksrepublik China hat eine Fläche von 1.850 km² und zählt 47.777 Einwohner (2004).